# SummerSlam (2003)
SummerSlam 2003 a fost cea de-a șaisprezecea ediție a pay-per-view-ului anual SummerSlam organizat de World Wrestling Entertainment. Evenimentul a avut loc pe 24 august 2003 și a fost găzduit de America West Arena în Phoenix, Arizona. Sloganul oficial a fost "St. Anger" de la Metallica.

## Rezultate
- Sunday Night Heat: Matt Hardy l-a învins pe Zach Gowen⁠(d)
- Sunday Night Heat: Rey Mysterio l-a învins pe Shannon Moore păstrându-și titlul Cruiserweight
  - Mysterio l-a numărat pe Moore după un "West Coast Pop".
- La Résistance (René Duprée & Sylvain Grenier) ia-a învins pe The Dudley Boyz (Bubba Ray Dudley & D-Von Dudley) (7:49)
  - Duprée l-a numărat pe D-Von după ce un cameraman l-a lovit pe D-von cu camera.
- The Undertaker l-a învins pe A-Train (cu Sable) (9:19) 
  - Undertaker l-a numărat pe Train după un "Chokeslam".
- Shane McMahon l-a învins pe Eric Bischoff într-un meci No Disqualification Falls Count Anywhere Match. (10:36)
  - Shane l-a numărat pe Bischoff după un "Leap of Faith" pe masa comentatorilor spanioli..
- Eddie Guerrero i-a învins pe Rhyno, Chris Benoit și Tajiri păstrându-și titlul WWE United States Championship (10:50)
  - Guerrero l-a numărat pe Rhyno după un "Frog Splash".
- Kurt Angle l-a învins pe Brock Lesnar, păstrându-și titlul WWE Championship (21:17)
  - Angle l-a făcut pe Lesnar să cedeze cu un "Ankle lock".
- Kane l-a învins pe Rob Van Dam într-un No Holds Barred Match (12:49)
  - Kane l-a numărat pe Van Dam după un "Tombstone Piledriver" pe scara metalică.
- Triple H (însoțit de Ric Flair) i-a învins pe Randy Orton, Chris Jericho, Goldberg, Kevin Nash și Shawn Michaels într-un Elimination Chamber Match păstrându-și titlul WWE World Heavyweight Championship (19:12)
  - Triple H l-a eliminat pe Goldberg, câștigând meciul.